# سیلوستر یکم
پاپ سیلوستر یکم (به انگلیسی: Pope Sylvester I) یکی از پاپ‌های کلیسای کاتولیک رم بود که بین سال‌های ۳۱۴ تا ۳۳۵ میلادی پاپ بود. او جانشین پاپ میلتیادس شد. او در دورهٔ مهمی از تاریخ واتیکان کنترل کلیسای کاتولیک را در داشت ولی شناخت کمی از او وجود دارد. اهمیت دورهٔ او به این دلیل است که یادداشت‌های کتاب پاپ‌ها از دورهٔ او بیشتر هدایای کنستانتین اول به کلیسا است، ولی در این کتاب او پسر یک رومی و به رافینیوس نامیده شده‌است.
در دوران کلیساها و بناهای یادبود شهدای بسیاری در سرتاسر روم توسط کنستانتین یکم ساخته شد.
او در شورای اول نیقیه در سال ۳۲۵ شرکت نکرد، اما توسط دو شخص به نام‌های ویتوس و وینسنتیوس نمایندگی می‌شد ولی در تصمیم‌گیری‌های آن دخالت داشت.